# العلاقات الأندورية الدومينيكانية
العلاقات الأندورية الدومينيكانية هي العلاقات الثنائية التي تجمع بين أندورا وجمهورية الدومينيكان.

## مقارنة بين البلدين
هذه مقارنة عامة ومرجعية للدولتين:
| وجه المقارنة                                              | أندورا                                                     | جمهورية الدومينيكان |
| --------------------------------------------------------- | ---------------------------------------------------------- | ------------------- |
| المساحة (كم2)                                             | 468                                                        | 48.67 ألف           |
| عدد السكان (نسمة)                                         | 76.18 ألف                                                  | 10.40 مليون         |
| الكثافة السكانية (ن./كم²)                                 | 16.28 ألف                                                  | 213.68              |
| العاصمة                                                   | أندورا لا فيلا                                             | سانتو دومينغو       |
| اللغة الرسمية                                             | اللغة الكتالونية                                           | اللغة الإسبانية     |
| العملة                                                    | يورو                                                       | بيزو دومنيكاني      |
| الناتج المحلي الإجمالي (بليون دولار)                      | 3.01 مليار                                                 | 75.93 مليار         |
| الناتج المحلي الإجمالي (تعادل القوة الشرائية) بليون دولار |                                                            | 149.89 مليار        |
| الناتج المحلي الإجمالي الاسمي للفرد دولار أمريكي          |                                                            | 6.47 ألف            |
| الناتج المحلي الإجمالي للفرد دولار أمريكي                 |                                                            | 13.26 ألف           |
| مؤشر التنمية البشرية                                      | 0.858                                                      | 0.715               |
| رمز المكالمات الدولي                                      | +376                                                       | +1809، +1829، +1849 |
| رمز الإنترنت                                              | .ad                                                        | .do                 |
| المنطقة الزمنية                                           | ت ع م+01:00، توقيت وسط أوروبا، ت ع م+02:00، أوروبا/أندورا ‏ | 00                  |

## منظمات دولية مشتركة
يشترك البلدان في عضوية مجموعة من المنظمات الدولية، منها:
| علم المنظمة | اسم المنظمة                   | تاريخ انضمام أندورا | تاريخ انضمام جمهورية الدومينيكان |
| ----------- | ----------------------------- | ------------------- | -------------------------------- |
|             | منظمة الشرطة الجنائية الدولية | ?                   | ?                                |
|             | يونسكو                        | 20 أكتوبر 1993      | 4 نوفمبر 1946                    |
|             | الأمم المتحدة                 | 28 يوليو 1993       | 24 أكتوبر 1945                   |
|             | منظمة حظر الأسلحة الكيميائية  | ?                   | ?                                |

## وصلات خارجية
- موقع وزارة الخارجية الأندورية